# Tamsalu

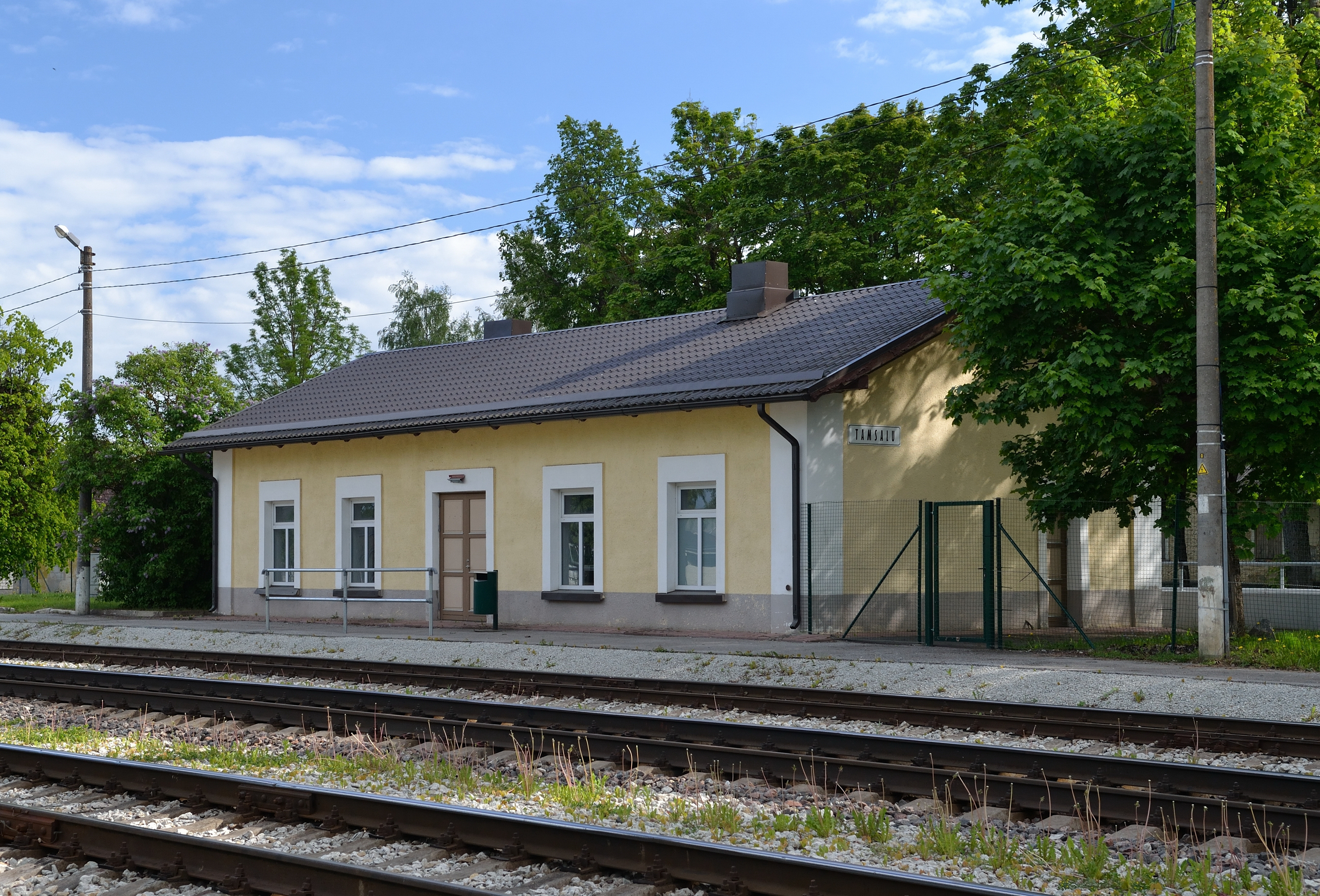

Tamsalu (em estoniano:  Tamsalu vald) é um município rural estoniano localizado na região de Lääne-Virumaa.